# Ned Washington
Ned Washington (* 15. August 1901 in Scranton, Pennsylvania; † 20. Dezember 1976 in Beverly Hills, Kalifornien) war ein US-amerikanischer Liedtexter. Er schrieb die Texte der Jazzstandards Stella by Starlight und On Green Dolphin Street. Für When You Wish upon a Star für Pinocchio und High Noon (Do Not Forsake Me), den Titelsong von Zwölf Uhr mittags (1952), gewann er jeweils einen Oscar.

## Leben und Wirken
Ned Washington begann seine Karriere – wie viele seiner Kollegen – im Vaudeville, als musikalischer Direktor, Agent und schließlich als Liedtexter. In den späten 1920er Jahren kam er nach New York und brachte einen Song (My Arms Are Open) in der Revue Earl Carroll's Varieties of 1928 unter, den er mit seinem zeitweiligen Mitarbeiter Michael H. Cleary geschrieben hatte. Ab 1929 produzierte er eine große Anzahl von Songs für die damals expandierende Branche der Filmmusicals; in den frühen 1930er Jahren, als der Boom abebbte, konzentrierte er sich mehr auf populäre Songs und Broadway-Skripte. Im Jahr 1932 hatte er seinen ersten großen Erfolg mit I Don't Stand a Ghost of a Chance, das insbesondere durch Billie Holiday zu einem Jazzstandard werden sollte und an dem Victor Young und Bing Crosby mitwirkten. Der nächste Hit war 1932 Got the South in my Soul, bei dem er neben Young mit Lee Wiley zusammenarbeitete. 1933 folgte von dem Team der Song Any Time, Any Place, Anywhere. Danach entstand mit dem Komponisten George Bassman der Klassiker I’m Getting Sentimental Over You.
Im Jahr 1935 ging Washington nach Hollywood und verbrachte seine restliche Karriere in der Filmbranche. In diesem Jahr schrieb er – zusammen mit Bronislau Kaper und Walter Jurmann – für den Marx-Brothers-Film Skandal in der Oper den Song Cosi Cosa. Den satirischen Song hielten damals viele Zuschauer für ein echtes neapolitanisches Volkslied. 1937 entstand mit Hoagy Carmichael der Song The Nearness of You. 1940 schrieb er When You Wish Upon a Star für den Walt-Disney-Animationsfilm Pinocchio. Für die Disney-Studios schrieb er auch Songs für die Trickfilme Dumbo (1941) und Drei Caballeros im Sambafieber (1943). Für den Song Rio de Janeiro aus dem Film Brasilianische Serenade von 1944 wurde Washington zusammen mit dem Komponisten Ary Barroso in der Kategorie „Bester Song“ für einen Oscar nominiert. 
Zu einem oft interpretierten späteren Jazzstandard wurde Washingtons und Victor Youngs Meisterwerk aus dem Jahr 1944, Stella by Starlight, den sie für den Spielfilm Der unheimliche Gast (The Uninvited) geschrieben hatten. Ein weiterer Jazz-Klassiker wurde der viel gespielte Song On Green Dolphin Street, den er 1947 mit Kaper schrieb und den später Miles Davis interpretierte. Mit Dimitri Tiomkin war er für den Titelsong des Western-Klassikers Zwölf Uhr mittags (High Noon, 1952) und des Kriegsfilmes Sprung auf, marsch, marsch! (Take the High Ground, 1953) verantwortlich. Washingtons letzter Hit war 1965 der Titelsong für Stanley Kramers Film Das Narrenschiff (Ship of Fools, 1953), den er zusammen mit Ernest Gold schrieb.
Washington war zwischen 1940 und 1962 für insgesamt elf Academy Awards nominiert. Er gewann den Oscar für den besten Filmsong für When You Wish Upon a Star (in dem Zeichentrickfilm Pinocchio (1940)) und für High Noon (Do Not Forsake Me) in Zwölf Uhr Mittags von 1952.
Ned Washington wurde in die Songwriters Hall of Fame aufgenommen. Die Walt Disney Company ernannte ihn postum 2001 zur Disney Legend.

## Weitere bekannte Songs
- Singin' in the Bathtub (mit Herb Magidson; Musik von Michael H. Cleary, 1929)
- Smoke Rings (Musik von H. Eugene Gifford, 1933)
- My Foolish Heart (Musik von Victor Young, 1950)
- Blue Pacific Blues (oscarnominierter Song aus Fegefeuer, Musik von Lester Lee, 1953)
- The High and the Mighty (Filmmusik und Titellied von Dimitri Tiomkin, 1954)
- Wild Is the Wind (Musik von Dimitri Tiomkin, 1956)
- Gunfight at the O.K. Corral (Musik von Dimitri Tiomkin, 1956)
- 3:10 to Yuma (Titellied aus Zähl bis drei und bete, Musik von George Duning, 1957)
- Strange Are the Ways of Love (oscarnominiertes Lied aus Land ohne Gesetz (The Young Land); Musik Dimitri Tiomkin, 1958)
- Town Without Pity (oscarnominiertes Lied aus Stadt ohne Mitleid; Musik Dimitri Tiomkin, 1961)